# Nyctibatrachus kempholeyensis
Espèce
Synonymes
- Nannobatrachus kempholeyensis Rao, 1937

Statut de conservation UICN

 DD  : Données insuffisantes
Nyctibatrachus kempholeyensis est une espèce d'amphibiens de la famille des Nyctibatrachidae.

## Répartition
Cette espèce est endémique d'Inde. Elle se rencontre dans les Ghâts occidentaux du Karnataka au Kerala.

## Étymologie
Son nom d'espèce, composé de kempholey et du suffixe latin -ensis, « qui vit dans, qui habite », lui a été donné en référence au lieu de sa découverte, les monts Kempholey dans les environs d'Hassan.

## Publication originale
- Rao, 1937 : On some new forms of Batrachia from south India. Proceedings of the Indian Academy of Sciences, ser. B, vol. 6, p. 387-427.